# Morti nel 2018/Febbraio
| Questa pagina contiene informazioni ricavate automaticamente dalle voci biografiche con l'ausilio del template Bio e di un bot. L'aggiornamento è periodico e automatico e ricostruisce completamente la pagina. Se manca una persona in questa lista, sei pregato di non aggiungerla, ma accertati piuttosto che la sua voce biografica contenga il template Bio e che i dati anagrafici siano correttamente compilati. Se il template Bio manca, inseriscilo tu stesso o, in alternativa, metti l'avviso {{tmp\|Bio}} che ne segnala la mancanza. Se i dati riportati sono sbagliati, correggi direttamente la voce biografica; le modifiche saranno visibili in questa lista entro pochi giorni. Per chiarimenti vedi il progetto biografie. La lista contiene solo le 172 persone che sono citate nell'enciclopedia e per le quali è stato implementato correttamente il template Bio. Pagina aggiornata al 10 giu 2025. |

- 1º febbraio - Cliff Bourland, velocista statunitense (n. 1921)
- 1º febbraio - Tilde Capomazza, regista televisiva italiana (n. 1931)
- 1º febbraio - Dennis Edwards, cantante statunitense (n. 1943)
- 1º febbraio - Barys Kit, ingegnere, matematico e fisico bielorusso (n. 1910)
- 1º febbraio - Ruth Ann Koesun, danzatrice, attrice e insegnante statunitense (n. 1928)
- 1º febbraio - Sewall Shurtz, schermidore statunitense (n. 1933)
- 1º febbraio - Bernard Zitzermann, direttore della fotografia francese (n. 1942)
- 2 febbraio - Carlo Brugnami, ciclista su strada italiano (n. 1938)
- 2 febbraio - Tomás Gutiérrez Ferrer, cestista portoricano (n. 1940)
- 2 febbraio - Gianni Pasquarelli, dirigente d'azienda e giornalista italiano (n. 1928)
- 2 febbraio - Joseph Polchinski, fisico statunitense (n. 1954)
- 3 febbraio - Elena Brambilla, storica e archivista italiana (n. 1942)
- 3 febbraio - Michael Harner, antropologo statunitense (n. 1929)
- 3 febbraio - Federico Leardini, giornalista italiano (n. 1979)
- 3 febbraio - Giorgio Odaglia, medico e pallanuotista italiano (n. 1929)
- 3 febbraio - Károly Palotai, arbitro di calcio e calciatore ungherese (n. 1935)
- 3 febbraio - Giorgio Pedrazzi, fumettista italiano (n. 1935)
- 3 febbraio - Lucio Pisani, poeta e politico italiano (n. 1930)
- 3 febbraio - Gennaro Tampone, ingegnere e architetto italiano (n. 1936)
- 3 febbraio - Nini Theilade, ballerina danese (n. 1915)
- 3 febbraio - Vinicio Villani, matematico italiano (n. 1935)
- 3 febbraio - Rolf Zacher, attore tedesco (n. 1941)
- 4 febbraio - Alan Baker, matematico inglese (n. 1939)
- 4 febbraio - Raffaele Licinio, storico italiano (n. 1945)
- 4 febbraio - Désiré Ligon, cestista belga (n. 1931)
- 4 febbraio - John Mahoney, attore e doppiatore britannico (n. 1940)
- 4 febbraio - Nat Neujean, scultore belga (n. 1923)
- 4 febbraio - Irina Sanpiter, attrice sovietica (n. 1957)
- 4 febbraio - Angelo Talocci, compositore italiano (n. 1958)
- 5 febbraio - Angelo Becciu, politico italiano (n. 1930)
- 5 febbraio - Margot Duhalde, aviatrice e militare cilena (n. 1920)
- 5 febbraio - Ivana Gattei, ballerina italiana (n. 1929)
- 5 febbraio - Ladislav Kačáni, calciatore e allenatore di calcio cecoslovacco (n. 1931)
- 5 febbraio - Yoshihide Kozai, astronomo giapponese (n. 1928)
- 5 febbraio - Gianfranco Lazzaro, scrittore, poeta e giornalista italiano (n. 1930)
- 5 febbraio - Donald Lynden-Bell, astronomo e astrofisico inglese (n. 1935)
- 5 febbraio - Domingo Pillado, calciatore cileno (n. 1928)
- 5 febbraio - Elisabetta Terabust, ballerina italiana (n. 1946)
- 6 febbraio - James W. Sire, scrittore e editore statunitense (n. 1933)
- 6 febbraio - Brunello Spinelli, pallanuotista italiano (n. 1939)
- 6 febbraio - Věra Vančurová, ginnasta ceca (n. 1932)
- 6 febbraio - Michael White, scrittore britannico (n. 1959)
- 7 febbraio - Brahim Akhiat, scrittore e attivista berbero (n. 1941)
- 7 febbraio - John Perry Barlow, poeta, saggista e attivista statunitense (n. 1947)
- 7 febbraio - Mario Ciocchetti, educatore, bibliotecario e giornalista italiano (n. 1921)
- 7 febbraio - Mickey Jones, attore e musicista statunitense (n. 1941)
- 7 febbraio - Bruno Pace, calciatore e allenatore di calcio italiano (n. 1943)
- 7 febbraio - Pat Torpey, batterista statunitense (n. 1953)
- 8 febbraio - Jarrod Bannister, giavellottista australiano (n. 1984)
- 8 febbraio - Armando Buratti, pittore italiano (n. 1924)
- 9 febbraio - Reg E. Cathey, attore statunitense (n. 1958)
- 9 febbraio - Jürgen Czaschka, illustratore e incisore austriaco (n. 1943)
- 9 febbraio - John Gavin, attore, diplomatico e dirigente d'azienda statunitense (n. 1931)
- 9 febbraio - Camille Gobey, cestista ivoriano
- 9 febbraio - István Hevesi, pallanuotista ungherese (n. 1931)
- 9 febbraio - Jóhann Jóhannsson, musicista, compositore e produttore discografico islandese (n. 1969)
- 9 febbraio - Liam Miller, calciatore irlandese (n. 1981)
- 9 febbraio - Henryk Niedźwiedzki, pugile polacco (n. 1933)
- 9 febbraio - Bruno Rossetti, tiratore a volo francese (n. 1960)
- 9 febbraio - Anne Treisman, psicologa statunitense (n. 1935)
- 9 febbraio - Edward Vebell, schermidore statunitense (n. 1921)
- 10 febbraio - James Kenneth Adjaye, allenatore di calcio e calciatore ghanese (n. 1928)
- 10 febbraio - Walter Boucquet, ciclista su strada e pistard belga (n. 1941)
- 10 febbraio - Antoine Culioli, linguista francese (n. 1924)
- 10 febbraio - Tommy Neilson, calciatore scozzese (n. 1935)
- 10 febbraio - Armin von Büren, ciclista su strada e pistard svizzero (n. 1928)
- 10 febbraio - Ludmila Švédová, ginnasta cecoslovacca (n. 1936)
- 11 febbraio - Fausto Battelli, pittore e fotoreporter italiano (n. 1934)
- 11 febbraio - Orazio Bobbi, scultore italiano (n. 1922)
- 11 febbraio - Ivano Comi, scrittore italiano (n. 1953)
- 11 febbraio - Vic Damone, cantante statunitense (n. 1928)
- 11 febbraio - Jon Fox, politico statunitense (n. 1947)
- 11 febbraio - Antonio Fusco, docente, psicologo e poeta italiano (n. 1924)
- 11 febbraio - Asma Jahangir, avvocata e attivista pakistana (n. 1952)
- 11 febbraio - Jan Maxwell, attrice statunitense (n. 1956)
- 11 febbraio - Tom Rapp, cantautore statunitense (n. 1947)
- 11 febbraio - Raymond Vautherin, linguista, poeta e drammaturgo italiano (n. 1935)
- 12 febbraio - Ursula Marvin, geologa statunitense (n. 1921)
- 12 febbraio - Bill Crider, scrittore statunitense (n. 1941)
- 12 febbraio - Leo Falcam, politico micronesiano (n. 1935)
- 12 febbraio - Giuseppe Galasso, storico, giornalista e politico italiano (n. 1929)
- 12 febbraio - Louise Latham, attrice statunitense (n. 1922)
- 12 febbraio - Giovanna Sorbi, direttrice d'orchestra, pianista e compositrice italiana (n. 1959)
- 13 febbraio - Cedric Bailey, cestista statunitense
- 13 febbraio - Joseph Bonnel, calciatore e allenatore di calcio francese (n. 1939)
- 13 febbraio - Luis Cid, allenatore di calcio e calciatore spagnolo (n. 1929)
- 13 febbraio - Henri de Laborde de Monpezat, nobile francese (n. 1934)
- 13 febbraio - Sandro Ladu, politico e medico italiano (n. 1932)
- 13 febbraio - Emilio Ravel, giornalista, autore televisivo e scrittore italiano (n. 1933)
- 14 febbraio - Abolfazl Anvari, lottatore iraniano (n. 1939)
- 14 febbraio - Ruud Lubbers, imprenditore, diplomatico e politico olandese (n. 1939)
- 14 febbraio - Boris Nachamkin, cestista statunitense (n. 1933)
- 14 febbraio - Morgan Tsvangirai, politico, sindacalista e attivista zimbabwese (n. 1952)
- 15 febbraio - Lassie Lou Ahern, attrice statunitense (n. 1920)
- 15 febbraio - Abdon Alinovi, politico italiano (n. 1923)
- 15 febbraio - Silvia Arzuffi, attrice teatrale, cabarettista e regista televisiva italiana (n. 1944)
- 15 febbraio - Bibi Ballandi, produttore televisivo, imprenditore e produttore discografico italiano (n. 1946)
- 15 febbraio - Pier Paolo Capponi, attore italiano (n. 1938)
- 15 febbraio - Gian Paolo Mele, direttore di coro, compositore e etnomusicologo italiano (n. 1944)
- 16 febbraio - Reidar Berg, bobbista norvegese (n. 1924)
- 16 febbraio - Wim Bergmans, zoologo olandese (n. 1940)
- 16 febbraio - Jim Bridwell, alpinista e arrampicatore statunitense (n. 1944)
- 16 febbraio - Lia Dell'Ara, coreografa e danzatrice italiana (n. 1923)
- 16 febbraio - Jean-Pierre Kintz, storico e docente francese (n. 1932)
- 17 febbraio - Miguel Pacheco, ciclista su strada spagnolo (n. 1931)
- 17 febbraio - Daniel Quinn, scrittore statunitense (n. 1935)
- 18 febbraio - Günter Blobel, biologo tedesco (n. 1936)
- 18 febbraio - Piero Antonio Bonnet, giurista italiano (n. 1940)
- 18 febbraio - Giacoma Limentani, traduttrice, scrittrice e saggista italiana (n. 1927)
- 18 febbraio - Didier Lockwood, violinista francese (n. 1956)
- 18 febbraio - Roberto Mauri, regista, sceneggiatore e attore italiano (n. 1924)
- 18 febbraio - Idrissa Ouédraogo, regista burkinabé (n. 1954)
- 18 febbraio - Pavel Panov, allenatore di calcio e calciatore bulgaro (n. 1950)
- 18 febbraio - Udo Vioff, attore tedesco (n. 1932)
- 19 febbraio - Massimo Bonfantini, filosofo e semiologo italiano (n. 1942)
- 19 febbraio - Sergej Litvinov, martellista russo (n. 1958)
- 19 febbraio - Jim Springer, cestista statunitense (n. 1926)
- 19 febbraio - Jurij Tjukalov, canottiere sovietico (n. 1930)
- 19 febbraio - Tonino Zangardi, regista, sceneggiatore e produttore cinematografico italiano (n. 1957)
- 20 febbraio - Robert Abbott, autore di giochi statunitense (n. 1933)
- 20 febbraio - Jiichirō Date, lottatore giapponese (n. 1952)
- 20 febbraio - Arnaud Geyre, ciclista su strada francese (n. 1935)
- 20 febbraio - Jorma Hotanen, pentatleta finlandese (n. 1936)
- 20 febbraio - Carlo Invernizzi, poeta, avvocato e scrittore italiano (n. 1932)
- 20 febbraio - Elda Simonett-Giovanoli, insegnante svizzera (n. 1924)
- 21 febbraio - Emma Chambers, attrice britannica (n. 1964)
- 21 febbraio - Antenore Cuel, fondista e sciatore di pattuglia militare italiano (n. 1922)
- 21 febbraio - Billy Graham, predicatore e scrittore statunitense (n. 1918)
- 21 febbraio - Ján Kuciak, giornalista slovacco (n. 1990)
- 21 febbraio - Taieb Louhichi, regista e sceneggiatore tunisino (n. 1948)
- 21 febbraio - Giuseppe Turini, politico italiano (n. 1927)
- 21 febbraio - Greet Duijf, cestista olandese (n. 1939)
- 21 febbraio - Ren Ōsugi, attore giapponese (n. 1951)
- 22 febbraio - Tamara Evplova, schermitrice sovietica (n. 1937)
- 22 febbraio - Nanette Fabray, attrice, cantante e ballerina statunitense (n. 1920)
- 22 febbraio - Bette Henritze, attrice statunitense (n. 1924)
- 22 febbraio - Richard Edward Taylor, fisico canadese (n. 1929)
- 23 febbraio - James Colby, attore statunitense (n. 1961)
- 23 febbraio - Lewis Gilbert, regista e sceneggiatore inglese (n. 1920)
- 23 febbraio - Giancarlo Migliavacca, calciatore italiano (n. 1936)
- 23 febbraio - Consuelo Nouel, modella venezuelana (n. 1934)
- 23 febbraio - Wolfhart Westendorf, egittologo tedesco (n. 1924)
- 24 febbraio - Getulio Alviani, artista e docente italiano (n. 1939)
- 24 febbraio - Danny Florencio, cestista filippino (n. 1947)
- 24 febbraio - Durward Knowles, velista bahamense (n. 1917)
- 24 febbraio - Ed Leede, cestista e allenatore di pallacanestro statunitense (n. 1927)
- 24 febbraio - Bud Luckey, animatore, regista e doppiatore statunitense (n. 1934)
- 24 febbraio - Victor Poletti, attore e scrittore italiano (n. 1949)
- 24 febbraio - Folco Quilici, regista, fotografo e scrittore italiano (n. 1930)
- 24 febbraio - Óscar Julio Vian Morales, arcivescovo cattolico guatemalteco (n. 1947)
- 24 febbraio - Sridevi, attrice indiana (n. 1963)
- 25 febbraio - Sergio Balanzino, diplomatico italiano (n. 1934)
- 25 febbraio - Branko Kubala, calciatore cecoslovacco (n. 1949)
- 25 febbraio - Leonard Leisching, pugile sudafricano (n. 1934)
- 25 febbraio - Carlo Lima, attore italiano (n. 1935)
- 26 febbraio - Robert Geldard, pistard britannico (n. 1927)
- 26 febbraio - Benjamin Melniker, produttore cinematografico statunitense (n. 1913)
- 26 febbraio - Gian Marco Moratti, imprenditore, dirigente sportivo e filantropo italiano (n. 1936)
- 26 febbraio - Gary H. Posner, chimico statunitense (n. 1943)
- 26 febbraio - Massimo Rastrelli, presbitero italiano (n. 1929)
- 27 febbraio - Quini, calciatore spagnolo (n. 1949)
- 27 febbraio - Domenico Jervolino, filosofo e politico italiano (n. 1946)
- 27 febbraio - Ekkehart Krippendorff, politologo tedesco (n. 1934)
- 27 febbraio - Bill Lignante, fumettista statunitense (n. 1925)
- 27 febbraio - Luciano Benjamín Menéndez, generale argentino (n. 1927)
- 27 febbraio - Gio Batta Morassi, liutaio italiano (n. 1934)
- 27 febbraio - Ștefan Tașnadi, sollevatore rumeno (n. 1953)
- 28 febbraio - Tiziano Granata, poliziotto italiano (n. 1978)
- 28 febbraio - Rogelio Guerra, attore e doppiatore messicano (n. 1936)
- 28 febbraio - Pierre Milza, storico francese (n. 1932)
- 28 febbraio - Vittorio Paltrinieri, compositore, pianista e cantante italiano (n. 1924)
- 28 febbraio - Angela Ricci Lucchi, regista e pittrice italiana (n. 1942)